# Естественный спутник

Спутники Марса Фобос и Деймос

Естественный спу́тник — небесное тело, обращающееся по определённой траектории (орбите) вокруг другого объекта в космическом пространстве под действием гравитации.

## Определение понятия
Впервые понятие «спутник» употребил Иоганн Кеплер в работе Narratio de Iovis Satellitibus, изданной в 1611 году во Франкфурте. В обиходе спутники иногда называют лунами.
Среди астрономов есть мнение, что спутником необходимо считать объект, вращающийся вокруг центрального тела (звезды, планеты, карликовой планеты или астероида) так, что барицентр системы, состоящей из этого объекта и центрального тела, находится внутри центрального тела. Если барицентр находится вне центрального тела, объект не должен считаться спутником, а должен считаться компонентом системы, состоящей из двух или нескольких планет (карликовых планет, астероидов). Однако Международный астрономический союз ещё не дал строго определения спутника, заявляя, что это будет сделано позже. В частности, МАС продолжает официально считать Харон спутником Плутона.
Помимо указанного, существуют и другие возможные способы формального определения понятия «спутник».

## Именование естественных спутников
При открытии естественного спутника ему присваивается обозначение и номер, а позже также собственное имя. Согласно традиции, правом выбора этого имени обладает первооткрыватель спутника. Предлагаемые им наименования должны соответствовать названиям ранее открытых спутников небесного тела, вокруг которого он обращается. Истории известны два исключения из традиции выбора названия первооткрывателем: названия первых семи спутников Сатурна и также четырёх спутников Урана были присвоены Джоном Гершелем, сыном астронома Уильяма Гершеля, а спутникам Юпитера, открытым с 1892 по 1974 год и остававшимся не названными первооткрывателями, имена были присвоены Международным астрономическим союзом в 1975 году.
С 1919 года регулированием присвоения названий спутников занимается Международный астрономический союз (МАС), а с 1973 года — созданная им Рабочая группа по номенклатуре планетной системы (англ. WGPSN).
Действует следующая процедура присвоения названий. Об открытии нового спутника сообщается в Центральное бюро астрономических телеграмм в Кембридже, которое присваивает ему временное обозначение (например, вида S/2017 S1 для спутника Сатурна) и рассылает информацию об открытии в циркуляре. Собственное имя присваивается после того, как элементы орбиты спутника будут установлены с достаточной точностью. Предложенное первооткрывателем именование представляется на обсуждение WGPSN, а по его итогам передаётся на утверждение исполнительному комитету и генеральной ассамблее МАС, которая и утверждает его окончательно.
Большая часть названий спутников заимствована из греческой и римской мифологий; исключением выступают спутники Урана, названия которых заимствованы из пьес Шекспира и поэмы Александра Поупа «Похищение локона», а также нерегулярные спутники Сатурна, для которых используются имена (в основном гигантов) из инуитской, галльской и скандинавской мифологий.

## Субспутники
У спутников гипотетически могут быть свои спутники, но, согласно имеющимся данным, в ряде случаев приливные силы главного тела сделали бы такую систему неустойчивой. Были предположения наличия спутников у Луны, Реи и Япета. На сегодня спутники естественного происхождения у спутников планет или экзопланет не обнаружены.

## См. также

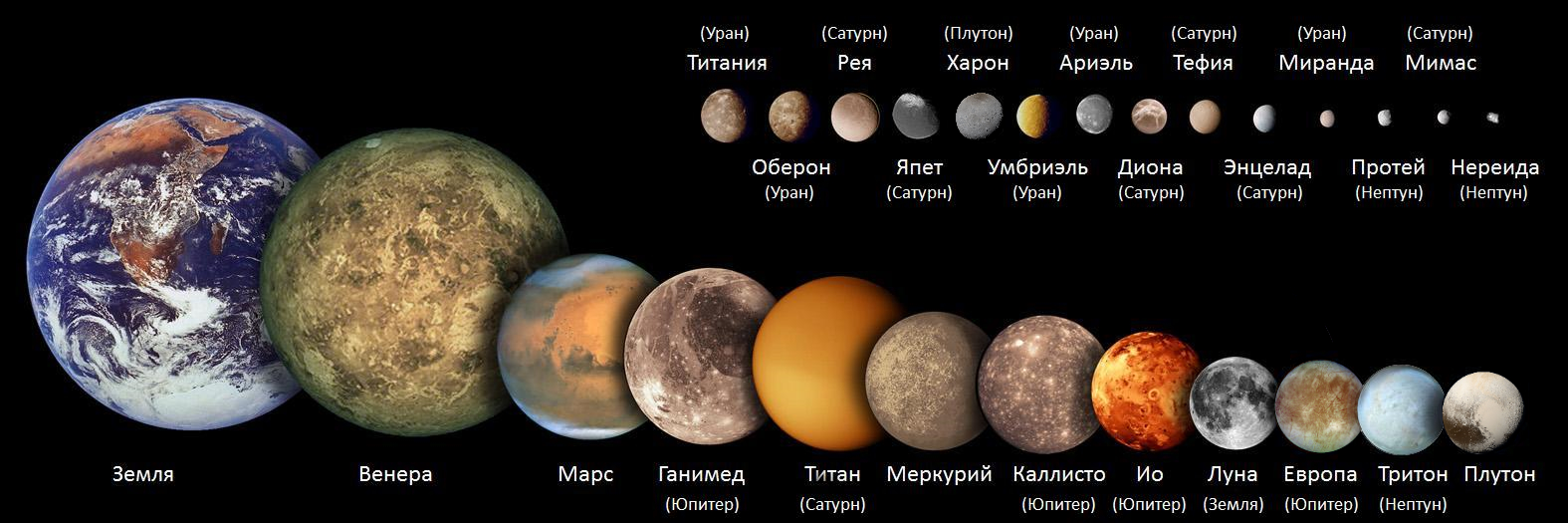
Относительные размеры некоторых спутников в сравнении с планетами земной группы и Плутоном